# Rontău, Bihor
Rontău (în maghiară Rontó, Baile 1 Mai) este un sat în comuna Sânmartin din județul Bihor, Crișana, România.

## Așezare
Satul este situat la poalele Pădurii Craiului din Apuseni, la o distanță de 10 km față de municipiul Oradea, la 1 km de Băile 1 Mai si la 3 km de stațiunea Băile Felix, fiind inclus în zona metropolitană Oradea.

## Istoric
Biserica Ortodoxă cea veche din Rontău, comuna Sanmartin, judetul Bihor - pe care sugestiv o denumesc "BISERICA LUI POPA TANDA" - are și ea o istorie. A fost construită în anul 1700 de către cele 37 de familii existente la acea vreme pe așezarea actualului sat. 
Satul Rontău de astăzi, în acea perioadă era satul Saraceni. In anul 1700 ei și-au costruit o biserică săracă cu pereții din potici cum spuneam mai sus, care în 1868 a suferit un incendiu provocat din neglijență, iar preotul din acea vreme cu numele de "Părintele Trandafir" împreună cu credincioșii au reconstruit Biserica, de data aceasta din cărămidă.
Părintele Trandafir fiind prietenul marelui scriitor român Ioan Slavici care și scrie o nuvelă cunoscută în literatura română sub denumirea de "POPA TANDA" în care scriitorul arată cu lux de amănunte viața și activitatea sătenilor din Sărăceni alături de Părintele lor Trandafir. Aceasta legenda poate sa nu fie 100% adevarata. In zilele noastre satul Rontau de lângă Municipiul Oradea, este in continua dezvoltare, fiind cu o populatie destul de mare, asezat langa Baile 1 Mai si Baile Felix. 

## Populatia
La recensământul populației din anul 2002 localitatea avea un număr de 956 locuitori, iar la cel din 2012 înregistrează o creștere semnificativă, ajungând la 1402. Din punct de vedere confesional, majoritatea o dețin ortodocșii cu un procent de  91,5%, urmați de greco catolici cu 4%, penticostali 4%,romano-catolici cu 0,5%. Populatia este in contiunua crestere, localitatea este in plina dezvoltare. 

## Climat
Climatul este unul temperat (cu 6-8°C mai rece decât în zona joasă de câmpie), cu ierni blânde în precipitații și veri moderate.

## Atracții turistice
- Biserica ortodoxă construită în secolul al XV-lea
- Dealul Șomleului (376 m) aflat în partea sud-vestică a satului, un vulcan stins (numit și Dealul de la Betfia).
- Fenomenul carstic din partea sudică a dealului Șomoleu, este un aven cu o adâncime de 86 m. cu o cădere verticală de 54 de metri.
- Locul fosilifer de pe Dealul Șomleu, arie protejată de interes național.
- Arborele lalea (Liriodendron tulipifera)[3] aflat în partea sudica a satului. Copacul lalea originar din America de Nord, este un arbore impresionant ca mărime și aspect, cu frunze în formă de liră și flori asemănătoare lalelelor.[4]
- Baile 1 Mai, aflat la doar 1 km, unde sunt reataurante, stranduri si AquaPark.
- Baile Felix, aflat la 3 km, este una dintre cele mai frumoase statiuni ale Romaniei, cu multe stranduri si AquaPark.